# Мърсед (езеро)
Вижте пояснителната страница за други значения на Мърсед.
Мърсед (на английски: Merced) е сладководно езеро в югозападната част на Сан Франциско, Калифорния. До него са разположени три голф игрища, жилищни райони, Гимназията „Лоуъл“ и Санфранциския щатски университет. Нивото на водата пада в последните няколко десетилетия. В езерото е разрешен риболовът. Езерото е част от маршрутът на 49-милният живописен път.